# Branko Okić
Branko Okić (* 16. února 1969) je bývalý bosenský fotbalista.

## Hráčská kariéra
Okić strávil většinu své kariéry v nižších německých ligách.

## Trenérská kariéra
Po trénování německých amatérských týmů SV Ebnat, TuRa Untermünkheim a DJK Schwabsberg, byl v listopadu 2020 jmenován asistentem hlavního trenéra Bruna Akrapoviće v bulharském klubu CSKA Sofia.